# هل این ا سل (۲۰۲۱)
هِل این اِ سِل (به انگلیسی:  Hell in a Cell) یک رویداد غیر رایگان (Pay-Per-View) در کشتی کج می‌باشد که توسط کمپانی دبلیودبلیوئی و برای برندهای راو و اسمَک‌دَون تهیه می‌شود و این دوره اش هم در ۲۰ ژوئن ۲۰۲۱ در مجموعه ورزشی یونگلینگ شهر تامپا ایالت فلوریدا برگزار شد.
این یازدهمین دوره از برگزاری این رویداد بود.

## زمینه‌سازی
هِل این اِ سِل شامل مسابقاتی بین دشمنی‌های موجود، ماجراهای پیش آمده و استوری‌هایی خواهد بود که پیش از این در برنامه‌های راو و اسمَک‌دَون پخش شده بود. کشتی‌گیرها با توجه به مسابقات یا سری اتفاقاتی که برایشان رخ می‌دهد و تنش را به حد اکثر می‌رساند، نقش منفی یا قهرمان به خود می‌گیرند.

### تولید

#### تأثیر همه گیریویروس کرونا
در نتیجه همه گیری ویروس کرونا ، دبلیودبلیوئی مجبور شد بیشتر برنامه های خود را برای راو و اسمکداون از پشت درهای بسته تنظیم شده در مرکز تمرینات  دبلیودبلیوئی در اورلاندو، فلوریدا از اواسط مارس ۲۰۲۰ ارائه دهد   ، اگرچه در اواخر در ماه مه ، تبلیغات با استفاده از کارآموزان مرکز عملکرد به عنوان مخاطب زنده شروع به کار کرد،  که در اواسط ژوئن بیشتر به دوستان و اعضای خانواده کشتی گیران گسترش یافت.  در ۱۷ آگوست ، دبلیودبلیوئی اعلام کرد که تمام نمایش ها و پرداخت های هر ویو در "آینده ای قابل پیش بینی" در مرکز آموی اورلاندو برگزار می شود ، که با قسمت ۲۱ آگوست اسمک‌داون آغاز می شود. علاوه بر این ، اکنون نمایش ها تجربه جدیدی از تماشای طرفداران به نام "فاندر دوم" را دارند که از هواپیماهای بدون سرنشین ، لیزر ، پیرو ، دود و پیش بینی استفاده می کند. تقریباً ۱۰۰۰ تخته ال ای دی نصب شده است تا به طرفداران اجازه دهد به طور مجانی بصورت رایگان در رویدادها شرکت کرده و در ردیف های تابلوهای ال ای دی دیده شوند. همچنین صدای آرنا با صدای طرفداران مجازی مخلوط شده است تا شعارهای طرفداران شنیده شود.  پس از انقضای قرارداد آنها با مرکز آوموی ، دبلیودبلیوئی در ماه دسامبر فاندر دوم را به مرکز تروپیکانا در سن پترزبورگ ، فلوریدا منتقل کرد.  سپس فاندر دوم به مرکز یونگلینگ، واقع در محوطه دانشگاه فلوریدا جنوبی در تامپا ، منتقل شد که با قسمت ۱۲ آوریل ۲۰۲۱ در راو آغاز شد. به همین ترتیب ، رسلمنیا بکلش اولین پی پر ویوی دبلیودبلیوئی خواهد بود که از دبلیودبلیوئی فاندر دوم در مرکز یونگلینگ تولید می شود.

### استوری لاین‌ها
در رسلمنیا بکلش بابی لشلی براون استرومن و درو مکینتایر را شکست داد تا از کمربند قهرمانی دبلیودبلیوئی خودش دفاع کند. شب بعد در راو ام‌وی‌پی و لشلی وارد رینگ شدند و اعلام کردند که به هر کسی به جز درو مکینتایر و براون استرومن اجازه مسابقه با لشلی را می‌دهند که کمی بعد تر کوفی کینگستون قبول کرد تا با لشلی پسابقه دهد که در آن مسابقه مکینتایر دخالت ریزی می‌کند و کینگستون برنده می‌شود. هفته بعد آدام پیرس مسابقه‌ای بین مکینتایر و کینگستون برگزار کرد و قرار شد که برنده با لشلی سر کمربند دبلیودبلیوئی مسابقه دهد که مکینتایر در آن مسابقه برنده شد. در مراسم امضای قرارداد در قسمت ۷ ژوئن قرار بر این شد که این مسابقه یک مسابقه جهنم در قفس باشد و همچنین آخرین فرصت مکینتایر برای مسابقه در مقابل لشلی برای کمربند دبلیودبلیوئی که یعنی اگر مکینتایر نتواند در این مسابقه پیروز شود دیگر تا زمانی که لشلی قهرمان کمربند است نمی‌تواند بر سر کمربند با او مسابقه دهد.

## نتایج
| #                                                                                                 | نتایج                                                                   | نوع مسابقه | مدت زمان |
| ------------------------------------------------------------------------------------------------- | ----------------------------------------------------------------------- | --- | -------- |
| ۱پ                                                                                                | ناتالیا (با همراهی تامینا) پیروز در مقابل مندی رز (با همراهی دینا بروک) | مسابقه تک نفره | ۹:۴۵     |
| ۲                                                                                                 | بیانکا بلر (c) پیروز در مقابل بیلی                                      | مسابقه جهنم در قفس برای قهرمانی کمربند زنان اسمک داون | ۱۹:۴۵    |
| ۳                                                                                                 | ست رالینز پیروز در مقابل سزارو                                          | مسابقه تک نفره | ۱۶:۱۵    |
| ۴                                                                                                 | الکسا بلیس پیروز در مقابل شینا بیزلر (با همراهی نایا جکس و ریجینالد)    | مسابقه تک نفره | ۷:۰۰     |
| ۵                                                                                                 | سمی زین پیروز در مقابل کوین اونز                                        | مسابقه تک نفره | ۱۲:۴۰    |
| ۶                                                                                                 | شارلوت فلر پیروز در مقابل ریا ریپلی (c) با سلب صلاحیت                   | مسابقه تک نفره برای قهرمانی کمربند زنان راو | ۱۴:۱۰    |
| ۷                                                                                                 | بابی لشلی (c) (با همراهی ام وی پی) پیروز در مقابل درو مک‌اینتایر         | مسابقه آخرین فرصت جهنم در قفس برای قهرمانی کمربند دبلیودبلیوئی اگر مکینتایر در این مسابقه شکست بخورد دیگر تا زمانی که لشلی قهرمان کمربند است نمی‌تواند بر سر این کمربند با او مسابقه دهد. | ۲۵:۲۴    |
| - (c) – نشان‌دهنده قهرمان(هایی) است که به میدان می‌روند - پ – نشان‌دهنده این است که مسابقه در پری–شو |                                                                         | |          |

## موضوعات مرتبط
- فهرست قهرمانان کنونی دبلیودبلیوئی
- جهنم درون یک قفس